# Aeroportul Yushu Batang
Aeroportul Yushu Batang (IATA: YUS, ICAO: ZLYS) este un aeroport din Yushu City⁠(d), Yushu Tibetan Autonomous Prefecture⁠(d), Qinghai, Republica Populară Chineză ce deservește zona Yushu City⁠(d). Aeroportul a fost tranzitat în 2022 de 155.848 de pasageri. A fost deschis în 1 august 2009.
Situat la o altitudine de 3.890 m, aeroportul dispune de 1 pistă.

## Infrastructură

### Piste
Aeroportul dispune de o singură pistă. Pista are orientarea 10/28. 